# Штіпсдорф
Штіпсдорф (нім. Stipsdorf) — громада в Німеччині, розташована в землі Шлезвіг-Гольштейн. Входить до складу району Зегеберг. Складова частина об'єднання громад Трафе-Ланд.
Площа — 3,51 км2. Населення становить 240 ос. (станом на 31 грудня 2020).